# Klimaszczyzna
Klimaszczyzna (ukr. Климівщина) – wieś na Ukrainie w rejonie samborskim obwodu lwowskiego.